# Philanthina
Sous-tribu
Philanthina est une sous-tribu d'insectes hyménoptères de la famille des crabronidés. Elle comprend les genres suivants :
- Philanthus
- †Prophilanthus[1]
- Trachypus